# Jutta Kunz
Jutta Kunz-Drolshagen (* 6. Juli 1955 in Gießen) ist eine deutsche Physikerin und Hochschullehrerin. Sie ist Professorin an der Universität Oldenburg.

## Leben und Werk
Kunz studierte nach dem Abitur von 1973 bis 1978 Physik an der Justus-Liebig-Universität Gießen mit dem Abschluss Diplom. Nach dem Graduiertenstudium an der University of Washington in Seattle war sie von 1979 bis 1982 wissenschaftliche Mitarbeiterin an der Justus-Liebig-Universität Gießen, wo sie 1982 promovierte. Sie forschte danach bis 1984 am Los Alamos National Laboratory und war anschließend bis 1987 Hochschulassistentin an der Justus-Liebig-Universität Gießen, wo sie sich 1989 habilitierte. Von 1987 bis 1990 war sie Postdoc am National Institute for Nuclear Physics and High Energy Physics in Amsterdam und bis 1992 Postdoc an der Universität Utrecht. Seit 1993 ist sie Professorin an der Carl von Ossietzky Universität Oldenburg.
Ihre Forschung konzentriert sich auf formale Aspekte der Quantenfeldtheorie und der Allgemeinen Relativitätstheorie. Sie ist insbesondere für ihre Arbeiten zur Schwerkraft in vier und höheren Dimensionen (Gravitationsmodelle) bekannt. Sie hat über hundert wissenschaftliche Artikel veröffentlicht.